# Мощаниця (Рівненський район)
Мощани́ця — село в Україні, в Рівненському районі Рівненської області. Населення становить 959 осіб станом на 2024 рік. З 2020 року у складі Острозької громади, до 2020 року центр однойменної сільської ради.

## Історія
Село розташоване при дорозі з Гощі до Острога, за 14 кілометрів від центру громади.
Мощаниця вперше згадується в 1545 році в описі луцького замку. У 16 столітті село належало князям Острозьких. У 1622 році Анна Алоїза Острозька подарувала це село колегії єзуїтів в Острозі. Крім цього села Анна Алоїза надала також і інші села в Дубенському повіті, цілий княгиненський ключ з 7 селами.
У 1772 році після заборони єзуїтського ордену, Мощаниця з селами Могиляни, Волосківці, Кургани переходить до Яблоновських, які згодом продають їх Антроповим.
Село вважалося великим, положеним на двох горбах, по обидвох сторонах невеликої річки і оточене великими сіножатями. В Мощаниці певний час була резиденція князів Яблоновських. На горі ще до 1914 року було видно вали і рови чотирокутного укріплення замку, на якому росли вікові дерева. Сліди другого замчища, або городища знаходять в самому селі. З-під гір вибивають джерела, які засилюють малий потік. В селі була броварня і гуральня. Взагалі Мощаниця вважалася селом досить заможним, всі селяни тримали худобу, коней, птицю і багато овець.
На схід від села існувала німецька колонія Гринталь (від нім. Grüntal — Зелене поле), або Мощанівка, де виробляли відомі своїм смаком голландські сири, які відсилали до Києва. Був там євангельський дім молитви, пастор і початкова школа. В урочищі Дідова гора(зараз однойменне село), жив дід-самітник, який в молодості був розбійником. В Мощаниці було два городища і 5 курганів.
Наприкінці 19 століття в селі 109 домів і 784 жителів, дерев'яна Троїцька церква 1785 року з дзвіницею, початкова школа 1884 року.
У 1906 році село Сіянецької волості Острозького повіту Волинської губернії. Відстань від повітового міста 12 верст, від волості 8. Дворів 115, мешканців 866.
Колищній орган місцевого самоврядування — Мощаницька сільська рада.

## Населення

### Мова
Розподіл населення за рідною мовою за даними перепису 2001 року:
| Мова            | Кількість | Відсоток |
| --------------- | --------- | -------- |
| українська      | 1164      | 99.32 %  |
| російська       | 7         | 0.60 %   |
| інші/не вказали | 1         | 0.08 %   |
| Усього          | 1172      | 100 %    |

## Відомі люди
У селі народився письменник Володимир Грабоус.
- Гілянчук Юрій Володимирович (1985—2023) — солдат Збройних сил України, учасник російсько-української війни. Герой України (посмертно).